# Hoplocorypha turneri
Hoplocorypha turneri es una especie de mantis de la familia Thespidae.

## Distribución geográfica
Se encuentra en Namibia.